# Amministrazione fiduciaria italiana della Somalia

Mogadiscio, 1º aprile 1950: la cerimonia di ammaina bandiera della Union Jack e l'alzabandiera del Tricolore segna l'inizio dell'Amministrazione fiduciaria italiana della Somalia e la fine dell'occupazione britannica

L'Amministrazione fiduciaria italiana della Somalia (acronimo "A.F.I.S.") fu un'amministrazione fiduciaria delle Nazioni Unite nell'attuale Somalia, amministrata dall'Italia tra il 1950 e il 1960.

## Storia
Nel 1941 la Somalia italiana, ufficialmente Governatorato della Somalia, venne occupata dalle truppe dell'Impero britannico durante la campagna alleata in Africa orientale, che assunsero l'amministrazione della colonia italiana. Il 21 novembre 1949 l'Assemblea generale delle Nazioni Unite approvò la risoluzione n. 289, con la quale assegnò il territorio della Somalia italiana in amministrazione fiduciaria all'Italia, benché questa non facesse ancora parte dell'organizzazione, per portarla gradualmente all'indipendenza. Si tratta dell'unico caso di amministrazione fiduciaria assegnata dalle Nazioni Unite ad un paese sconfitto nella Seconda guerra mondiale.
Gli inglesi continuarono ad amministrare l'area fino a quando l'Italia, il 1º aprile 1950, assunse il controllo diretto della Somalia (atto ratificato dall'Assemblea Generale delle Nazioni Unite il 2 dicembre 1950, con la risoluzione n. 442) e lo mantenne fino al 1º luglio 1960, quando l'ex colonia divenne indipendente. Nel 1954 si tennero le prime elezioni amministrative in tutto il territorio.
L'amministrazione italiana fu scandita dalle elezioni generali del 1956 per la semi-autonomia e da quelle del 1959, in cui la Lega dei Giovani Somali divenne partito di maggioranza fino alla proclamazione dell'indipendenza.
Con il termine dell'amministrazione fiduciaria italiana il 1º luglio 1960 e l'indipendenza del Paese, esso si unì con la Somalia britannica (che aveva ottenuto l'indipendenza dal Regno Unito il 26 giugno dello stesso anno con il nome di Stato del Somaliland), costituendo la Repubblica Somala.

## Organizzazione
Rappresentava il Governo italiano un Amministratore, scelto tra i diplomatici di carriera. Costui, per decreto del Presidente della Repubblica, rivestiva anche le funzioni di Comandante delle Forze Armate in Somalia, composte da un Corpo militare e un Corpo di Polizia: il Corpo di Sicurezza dell'AFIS e il Gruppo Carabinieri della Somalia. Il primo inquadrava e amministrava circa 3.000 uomini, con un generale, 20 ufficiali superiori, 90 ufficiali inferiori; il secondo, circa 2.300 uomini, con un ufficiale superiore e 15 ufficiali inferiori.

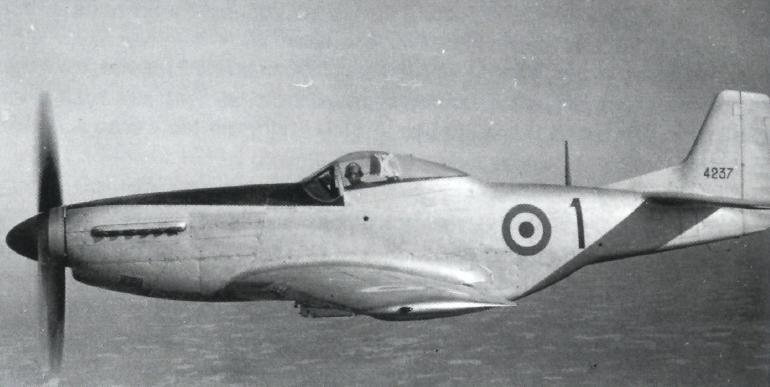
Un Mustang P51 del Comando aeronautica

L'AM costituì il Comando Aeronautica della Somalia con alle dipendenze un Gruppo di Volo che comprendeva, oltre a velivoli da trasporto e collegamento Douglas C-47, Douglas C-53 e Stinson L-5 Sentinel, anche una squadriglia caccia dotata di P-51 Mustang (MM.4237, MM.4239, MM.4250, MM.4259) ex 4º Stormo. L'unico intervento che vide Mustang del Comando Aeronautico della Somalia in azione fu un mitragliamento per disperdere un gruppo di somali armati nei pressi di Vittorio d'Africa. Nel 1962 otto F-51D ex-AM costituirono poi la prima squadriglia da caccia della Somali Air Force
Nel 1956 ci fu una riorganizzazione, con la creazione dell'Esercito della Somalia e delle Forze di Polizia della Somalia, dove vennero ammessi anche gli ex Zaptié che avevano combattuto a fianco degli italiani.

### Divisione amministrativa
Il territorio fu diviso in sei "Commissariati", denominati poi "Regioni", con a capo un Commissario e dal 1956 un Prefetto. I Commissariati erano ulteriormente divisi in "Residenze", con a capo un residente militare o civile. All'Amministratore era stato anche demandato il potere legislativo in attesa della costituzione dell'Assemblea legislativa, che fu eletta nel 1956, con anche un esecutivo somalo per le questioni interne guidato da Abdullahi Issa Mohamud.

## Inno, bandiera e stemma
Dal 1º aprile 1950 fino al 21 ottobre 1954 nell'AFIS venne utilizzata solo la bandiera italiana; dal 21 ottobre 1954 fino al 1º luglio 1960 a quella italiana venne affiancata quella delle Nazioni Unite. Fino al 21 ottobre 1954 venne utilizzato lo stemma della Repubblica Italiana; a partire dal 21 ottobre 1954 a quello italiano venne affiancato quello somalo. L'inno nazionale somalo fu dal 1950 al 1960, Il Canto degli Italiani. Il 1º luglio 1960, giorno dell'indipendenza della Somalia, sul palazzo del Governatore a Mogadiscio il Tricolore italiano e la bandiera delle Nazioni Unite vennero calati sulle note del Canto degli italiani, a simboleggiare la fine del controllo sulla regione.

## Lingua ufficiale
Le lingue ufficiali erano l'italiano e il somalo (scritto allora con l'alfabeto arabo e non, come avvenne successivamente, con l'alfabeto latino).

## Economia

### Agricoltura e allevamento
Nel 1956 il 17,4% delle terre era utilizzato per l'agricoltura, il 43,5% per l'allevamento.
Nei comprensori agricoli europei, importanti erano le coltivazioni di canna da zucchero e banane. Degni di nota anche cotone, fibre e arachidi.
L'agricoltura locale, invece, era generalmente poco avanzata e di tipo estensivo, dedicata principalmente a granoturco e sesamo; negli anni '50 si svilupparono però anche delle moderne cooperative agricole.
Tra i prodotti spontanei, si segnalavano incenso, mirra e gomma arabica.
Nel 1952 l'allevamento contava circa 6 milioni di capi, in prevalenza ovini e caprini, seguiti da bovini, cammelli e cavalli.
Tra i nativi era diffusa la pesca dello squalo, esportato poi in Arabia e a Zanzibar. Nella regione del Puntland era presente anche la pesca del tonno.
Tra le maggiori esportazioni (prevalentemente in Italia, seguita da Aden e Arabia), prodotti alimentari, cuoio, pellami e cotone; il 60% dell'export, in particolare, era costituito dalle banane.

### Industria
Industria principale era quella tessile, con 100 telai e 160 addetti nel 1960. Degna di nota anche l'industria alimentare (conserve di carne) a Mogadiscio.
A Mogadiscio, Merca e alti centri erano presenti centrali elettrotermiche, mentre era in declino il settore delle saline.

### Valuta
La moneta circolante era il Somalo, coniato dalla Banca d'Italia per la Cassa per la circolazione monetaria della Somalia. Il Somalo fu rimpiazzato nel 1962 dallo Scellino somalo.

## Amministratori
- Giovanni Fornari dal 1º aprile 1950 al 23 febbraio 1953
- Enrico Martino dal 23 febbraio 1953 al marzo 1955
- Enrico Anzilotti dal marzo 1955 al 9 ottobre 1958
- Mario di Stefano dal 9 ottobre 1958 al 1º luglio 1960

Dal 1956 l'amministratore nominava il Primo ministro (che fu Abdullahi Issa Mohamud fino al 1960).

## Onorificenze conferite dall'AFIS
L'AFIS istituì le seguenti onorificenze per ricompensare i meriti del personale indigeno:
 Medaglia d'argento al valor militare indigeno
 Medaglia di bronzo al valor militare indigeno
 Stella al valor militare indigeno
Classi d'argento e di bronzo.
 Medaglia al valor civile
Furono anche istituite due medaglie commemorative per l'inizio e la fine del mandato e per i principali reparti militari:
 Medaglia commemorativa per l'inizio dell'Amministrazione fiduciaria (1950)
 Medaglia commemorativa per la fine dell'Amministrazione fiduciaria (1960)
 Medaglia commemorativa del Corpo di sicurezza della Somalia
 Medaglia commemorativa del Corpo di polizia della Somalia
 Medaglia commemorativa del II Battaglione Somalo
 Medaglia commemorativa del III Battaglione Somalo
 Medaglia commemorativa del IV Battaglione Somalo